# El muro (novela corta)
El muro es un cuento del escritor francés Jean-Paul Sartre, publicado en el libro homónimo en 1939.

## Sinopsis
La historia trata de un grupo de hombres que son detenidos y cómo enfrentan la situación de una muerte inminente a la mañana siguiente cuando sean todos ejecutados frente al muro.
La noche se va convirtiendo en un suplicio para todos los protagonistas pero a pesar de ello las reacciones ante la muerte varían de tal modo que incluso un médico belga decide tomar parte de los hechos como observador directo de este tipo de actitudes humanas que van desde altas preocupaciones hasta la anodinia total pasando por la falta de control de las funciones corporales.
Al llegar el alba las emociones se vuelven aún más intensas y es cuando le piden al protagonista una vez más que delate a su compañero, uno de los principales líderes; es entonces cuando el protagonista decide jugar una última broma a la vida engañando a los policías respecto a la ubicación de su amigo. para más tarde enterarse de que su amigo realmente había sido encontrado en el lugar que les describió y representando así el modo tan misterioso e irónico de actuar de la muerte así como de las actitudes del hombre ante ella.